# Эскадренные миноносцы типа «Полдинг»
Эскадренные миноносцы типа «Полдинг» — тип эскадренных миноносцев, состоявший на вооружении Военно-морских сил США с 1910 по 1919 года. Всего был построен 21 эсминец этого типа.

## История строительства
Строительство эсминцев типа «Полдинг» было заказано в 1908 году, в 1909 году были произведены закладки 10 корпусов из 21, в 1910 году — 5, в 1911 году — 6 последних.